# Heyo jezik
Heyo jezik (arima, arinua, arinwa, lolopani, ruruhip, wan wan; ISO 639-3: auk), jedan od šest maimai jezika, porodice torricelli, kojim govori 2 710 ljudi (2000 census) u Sandaunu, distrikt Nuku, Papua Nova Gvineja.
Neki se služe i tok pisinom [tpi] ili engleskim [eng].

## Vanjske poveznice
- Ethnologue (14th)
- Ethnologue (15th)